# Комбо
Комбо (фр. Combo) — французский уличный художник.

## Биография
Родился в семье ливанского христианина и матери-мусульманки из Марокко. Вырос на юге Франции, а в 2010 году поселился в Париже.
До 2012 года работал художественным руководителем рекламного агентства. В апреле 2012 года  он стал известен после акции в чернобыльской запретной зоне,  куда незаконно пробрался, чтобы повесить  рекламные плакаты, пропагандирующие ядерную энергетику и  отметить первую годовщину аварии на АЭС Фукусима.  
В январе 2013 года на улицах Гонконга он расклеил страницы Google, подвергнутые цензуре Party5: демонстрации на площади Тяньаньмэнь, недавний арест художника Ай Вэйвэя, события в Тибете.
В начале апреля 2013 года Комбо  переехал на улицу Пети-Карро, во 2-м округе Парижа, где устроил и свой следующий перформанс, поместив портрет мастера Йоды с усами высотой на здание высотой десять метров.
30 января 2015 года Комбо подвергся нападению со стороны четырёх молодых людей в Париже, когда он заканчивал репродукцию логотипа Coexist (созданного польским художником Петром Млодоженцем в 2005 году),   играющего на символах трёх основных монотеистических религий.
С 7 января по 6 марта 2016 года Институт арабского мира проводил выставку Комбо  под названием «Сосуществование» в память о   республиканских маршах января 2015 года.
В 2016 году Combo расписал официальный плакат 35-го музыкального фестиваля в Париже вместе с художником Мако.
С 9 апреля 2017 года вместе с тремя другими художниками он наклеивал плакаты на избирательные щиты в Париже, пародирующие плакаты кандидатов в президенты Франции. На каждом плакате изображены персонаж из комиксов (например, смурф) или анимационных фильмов (Пиноккио, Русалочка, Золушка) и юмористические слоганы.
Неоднократный участник Фестиваля уличного искусства в Гренобле.